# 午南新田
午南新田（うまみなみしんでん）はかつて岐阜県羽島郡に存在した村である。
現在の羽島市桑原町午南などに該当する。地名は、江戸時代の午年に開墾されたことによるという。

## 歴史
- 1889年（明治22年）7月1日 - 町村制施行により中島郡午南新田が発足。
- 1897年（明治30年）4月1日[1] - 羽栗郡と中島郡が合併して羽島郡となる。
- 1897年（明治30年）4月1日 - 小薮村、大須村の大部分と八神村の一部と合併し、小薮村が発足。同日午南新田廃止。